# Station Settimo-Tavagnasco
Station Settimo-Tavagnasco is een voormalig spoorwegstation van de spoorlijn Chivasso-Ivrea-Aosta, gelegen in de gemeente Tavagnasco tegen de grens van Settimo Vittone (Piëmont-Italië). Het station werd in 1885 geopend.